# خاردان (لردگان)
خاردان روستایی از توابع بخش مرکزی شهرستان لردگان در استان چهارمحال و بختیاری ایران است . 
مردم خاردان از طایفه ابراهیم محمدی هستند و بیشتر جمعیت طایفه ابراهیم محمدی در خاردان ساکن هستند.

## جمعیت
این روستا در بخش مرکزی قرار دارد و براساس سرشماری مرکز آمار ایران در سال ۱۳۸۵، جمعیت آن ۲٬۵۶۶ نفر (۵۲۶خانوار) بوده‌است.
https://goo.gl/maps/21sCAZJ7Nuy